# Атанасиос Триандафилидис
Атанасиос Триандафилидис (на гръцки: Αθανάσιος Τριανταφυλλίδης) е участник в Гръцката въоръжена пропаганда в Македония, гръцки политик, депутат, кмет на град Драма.

## Биография
Роден е на 18/31 декември 1886 година в семейството на Георги Трендафилов и Екатерина Чалъкова (Екатерини Цалики) в смесената българо-гъркоманска паланка Просечен, която тогава е в Османската империя, днес Просоцани, Гърция. Баща му е гръцки учител, който в продължение на 44 години преподава в селата в Драмско, Зъхненско и Неврокопско и оказва значително влияние за разпространението на гъркоманията. Атанасиос Триандафилидис завършва средно образование в Сярската гръцка гимназия в 1904 година. Заминава за Драма и работи в гръцката митрополия, начело с владиката Хрисостом Драмски, като активно се включва в дейността на гръцкия революционен комитет, координиращ действията на гръцките чети срещу българските на ВМОРО. За тази си дейност е арестуван от османските власти и затворен в Драма, после в Правища и накрая в Сяр, където е освободен благодарение на намесата на гръцкия консул Антониос Сахтурис.
След освобождението си заминава да учи медицина в Медицинския факултет на Атинския университет, който завършва през 1912 година. При завръщането си в Просечен е отново арестуван поради избухването на Балканската война през есента на същата година и държан от османците като заложник, заедно с много видни личности на Драма. Освободен е при разгрома на турската армия и ликвидирането на османската власт от българската армия. През 1914 г. се жени за серчанката Елени Апостолу Какавути, с която имат две деца.
След анексията на Драмско от Гърция, се включва активно в политиката, като стои на монархически позиции и се присъединява към Народната партия на Димитриос Гунарис до 1922 г., когато се присъединява към новосъздадената Партия на свободомислещите на Йоанис Метаксас, на когото Триандафилидис е верен последовател и приятел до смъртта му. Със собствени пари в продължение на две години и половина издава в Драма ежедневника „Агон“, поддържащ политиката на Метаксас. В продължение на много години е председател на община Просечен. В 1935 година е избран за депутат.
В 1940 година става кмет на Драма, но не успява да развие голяма дейност поради избухването на Итало-гръцката война в същата година, като единствено успява да започне застрояването на квартала на улища „Хипократ“, до квартала „40 Еклисиес“.
Като кмет остава в града и след разгрома на Гърция от Германия и последвалата окупация и анексиране на Драмско от България през 1941 г. Арестуван е от българските власти, хвърлен в затвора и накрая депортиран отвъд Струма с цялото си семейство, а цялото му движимо и недвижимо имущество е конфискувано от българската държава. Установява се в Солун и остава там през цялото време на окупацията като кмет на дем Драма в изгнание. Избран е за председател на Комисията на бежанците от Драма, член е на Изпълнителния комитет на Националната организация за християнска солидарност и на големия Национален съвет на Солун, като представител на повече от 50 000 бежанци от Източна Македония и Тракия, потърсили убежище в гръцката зона на Солун.
На 9 януари 1945 г. е заловен като реакционер от комунистическите милиции на ЕЛАС и затворен в затвора „Павлос Мелас“. По-късно е отведен като заложник в Съботско, но е освободен след Договора от Варкиза.
След освобождението си е назначен за кмет (демарх) на Просечен. На общинските избори през 1950 година е избран за кмет, като остава на поста до 1959 година. С парите от Плана „Маршал“ започва голям проект да овладяване на водите на Панега, изтичаща от Маарата, за да могат да се напояват около 20 хиляди декара земя и да се махне завинаги надвисналата над Просечен заплаха от катастрофално наводнение. Изгражда нова сграда за гимназията в Просечен, облагородява парковете и общинските бани, занимава се с развитието на културната дейност.
През 1949 г. той е удостоен с медал за изключителни заслуги от военното министерство. След загубата на местните избори през 1959 година, градският съвет го удостоява с титлата Почетен кмет на Просечен. Умира в 1967 година.